# University of Western Ontario
Die University of Western Ontario ist eine Universität in London (Ontario). Die 1878 von Bischof Isaac Hellmuth und dem anglikanischen Bistum von Huron gegründete Universität ist eine der ältesten Kanadas. Damals war ihr Name The Western University of London Ontario. 1883 erwarben die ersten Studenten ihre Auszeichnungen in den Fächern Kunst und Medizin. Das Campusgelände besteht aus 1,6 Quadratkilometern nördlich der Themse, welche die Stadt durchfließt. Der Hauptteil des Campus besteht aus 75 Gebäuden, doch hat die Universität auch großen Grundbesitz außerhalb des Hauptgeländes.
Der Rektor der Universität ist John Thompson und der Präsident ist Amit Chakma. Mit allen zwölf Fakultäten sowie den drei zugehörigen Colleges zusammengenommen bietet die Universität über 200 verschiedene Bildungsabschlüsse und Diplome.

## Geschichte
Die Universität wurde am 7. März 1878 von Bischof Isaac Hellmuth (1817–1901) von der anglikanischen Diözese von Huron als The Western University of London Ontario gegründet. Diese schloss fortan das Huron University College ein, welches bereits 1863 gegründet wurde. Die ersten vier Fakultäten waren Kunst, Theologie, Recht und Medizin. Die Lehre begann im Jahr 1881 mit 15 Studenten. Diese schlossen ihr Studium im Jahr 1883 ab. Seit dem Jahr 1908 ist die Universität nicht mehr konfessionsgebunden.
1916 erwarb die Universität ihr heutiges Universitätsgelände von der Kingsmill-Familie. Auf dem Campus befinden sich zwei Denkmäler für im Ersten Weltkrieg gefallene Studenten: Eines nennt die Namen von 19 Studenten und Alumni der Universität; ein zweites erinnert an die Gefallenen aus Middlesex County.
Im Jahr 1923 wurde die Universität in The University of Western Ontario umbenannt. Die ersten Gebäude auf dem zuvor erworbenen Grundstück waren das Arts Building (in diesem befindet sich heute das University College) und das Naturwissenschaftsgebäude, in welchem sich heute die Lehrstühle für Physik und Astronomie befinden. Die ersten Vorlesungen auf dem neuen Gelände wurden 1924 gehalten. Der University College Turm, welcher als charakteristisches Gebäude oft in der Außendarstellung der Universität Verwendung findet, bekam zu Ehren der in den Jahren zuvor im Krieg Gefallenen den Namen Middlesex Memorial Tower.
Im Physik- und Astronomiegebäude befinden sich zwei Zweite-Weltkriegs-Denkmäler: Eines nennt die Namen der gefallenen UWO-Studenten und -Absolventen. Ein zweites ehrt die Studenten, welche an der Universität ausgebildet wurden, um während des Kriegs im No. 10 Canadian General Hospital zu dienen.
In der Nachkriegszeit wuchs die Zahl der eingeschriebenen Studenten schnell an. Gleichzeitig wurde eine Reihe neuer Fakultäten wurde gegründet – darunter eine Graduiertenschule, die Hochschule für Betriebswirtschaftslehre (die heutige Ivey Business School), die ingenieurswissenschaftliche Fakultät, die juristische Fakultät, die bildungswissenschaftliche Fakultät und die Musikhochschule.
Seit dem Jahr 2012 nutzt die Universität in der Außendarstellung den Namen "Western University". Der rechtliche Name ist jedoch weiterhin The University of Western Ontario.

## Profil

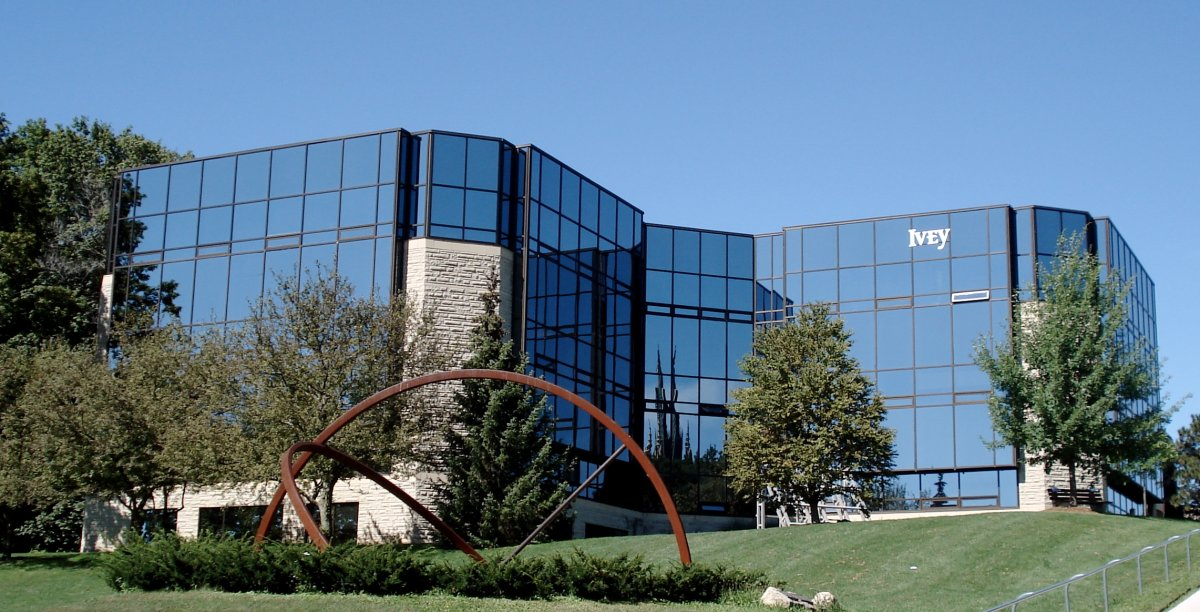
The Richard Ivey School of Business

Western ist eine mit öffentlichen Mitteln finanzierte Volluniversität sowie Mitglied der Association of Universities and Colleges of Canada. Die meisten Studenten sind in Bachelor-Programme eingeschrieben, welche insgesamt 23.690 Studenten haben. Hinzu kommen 5297 Studenten, welche in Graduierten- oder anderen weiterführenden Studiengängen eingeschrieben sind. Im Studienjahr 2008/2009 verlieh die Universität 4504 Bachelorabschlüsse, 207 Promotionen, 1427 Masterabschlüsse und 1180 „Second Entry Professional“-Abschlüsse. Im Jahr 2013 gab es etwa 45.000 Bewerbungen für 4.900 Studienplätze. Studenten können sich auf Stipendien bewerben, beispielsweise das Ontario Student Assistance Program und das Canada Student Loans and Grants der staatlichen und regionalen Regierungen.
Die Zulassungsvoraussetzungen unterscheiden sich je nach bisherigem Bildungsverlauf des Bewerbers. Die Durchschnittsnote der Schulabschlusszeugnisse der Erstjahresstudenten an der Universität lag bei 88,3 Prozent (dies entspricht im deutschen Notensystem etwa einer 1,7–2,0).

## Reputation
Die University of Western Ontario zählt in vielen Bereichen zu den besseren Universitäten Kanadas. Im Jahr 2012 erreichte sie die Plätze 201–300 weltweit in den Academic Ranking of World Universities (ARWU) rankings, dies entspricht den Plätzen 8–17 von 22 untersuchten Universitäten in Kanada. Die QS World University Rankings platzierten sie 157. weltweit im Jahr 2011, dies entspricht Platz 7 in Kanada. In nationalen Rankings, belegte der Medizinstudiengang Rang 11 im Maclean’s Ranking. Die Universität wurde in das Ranking aufgenommen, obwohl sie seit 2006 – wie andere Universitäten – nicht mehr an der Maclean's-Umfrage teilnimmt.
Verschiedene Studiengänge der Universität wurden auch individuell evaluiert. Die sozialwissenschaftliche Fakultät belegte im Jahr 2010 Platz 96 in den QS World University Rankings. 2012, platzierte die ARWU dieselbe Fakultät auf Rang 76–100 in einem weltweiten Vergleich. Western Law School belegte Rang 9 im nationalen Vergleich von Maclean's im 2012. Westerns Richard Ivey School of Business hat in Rankings gut abgeschnitten. 2010 platzierte die Bloomberg Businessweek 'Ivey' als sechstbeste Business School außerhalb der Vereinigten Staaten und zweitbeste in Kanada. 2011 schätzte die Financial Times Ivey auf Rang 46 in ihrem Global MBA Ranking, ebenfalls als zweitbeste in Kanada.

## Sport

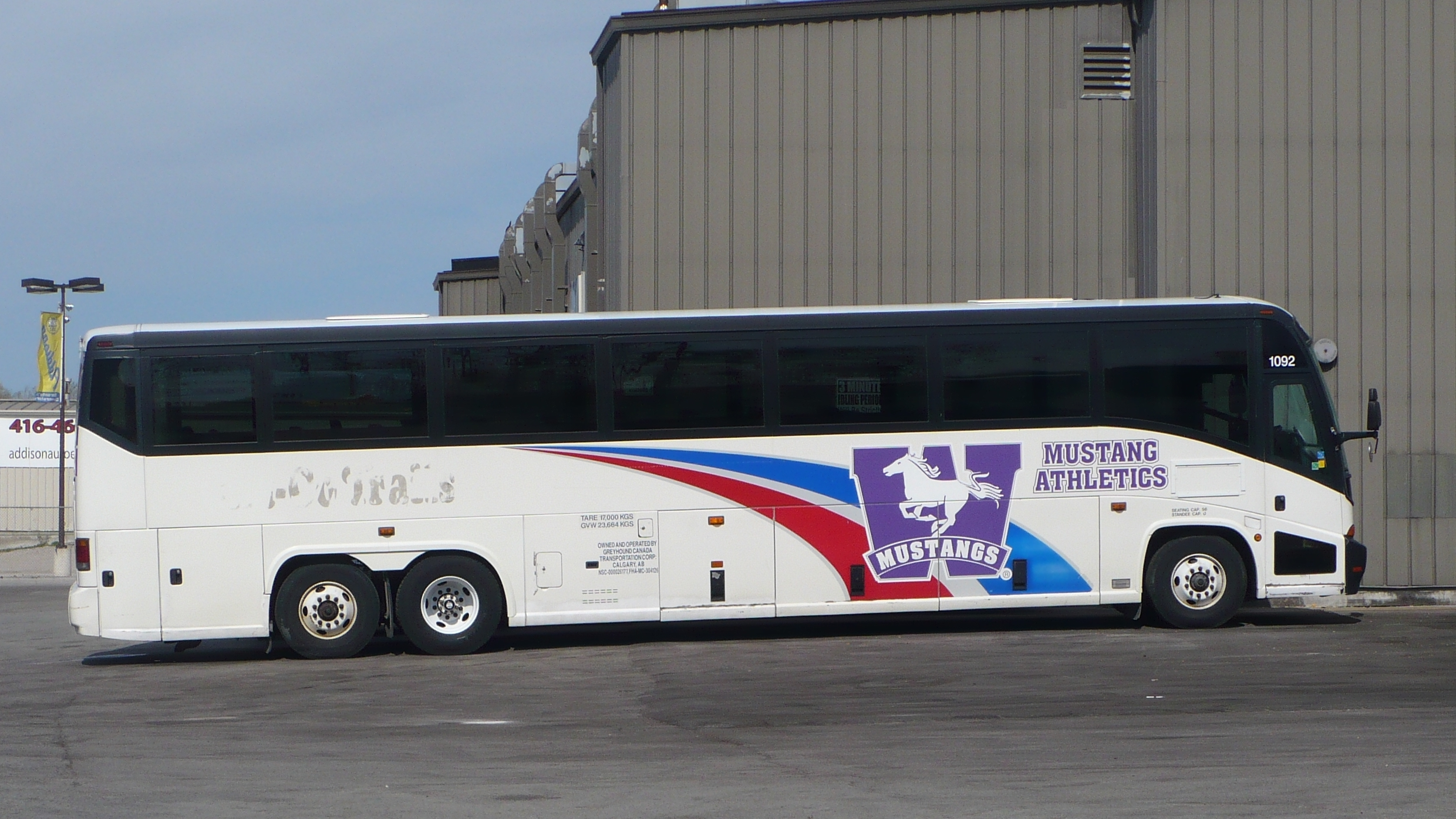
Teambus der Mustangs

Die Universität wird durch die Western Mustangs in den Sportligen des U Sports vertreten. Besonders erfolgreich ist das Canadian-Football-Team der Herren, das in den vergangenen Jahren mehrfach die Provinzmeisterschaften gewann und insgesamt sechs Mal den kanadischen Meistertitel gewinnen konnte.

## Bekannte Absolventen
- Joan Barfoot (* 1946), Schriftstellerin und Journalistin
- Jeff Jackson (* 1965), Eishockeyspieler und -funktionär
- John David Jackson (1925–2016), Theoretischer Physiker
- J. Carson Mark (1913–1997), Mathematiker und Physiker
- Alice Munro (1931–2024), Schriftstellerin, Nobelpreis für Literatur 2013
- Kelly Rowan (* 1965), Schauspielerin (O.C., California)
- Steve Rucchin (* 1971), Eishockeyspieler
- Vandana Shiva (* 1952), Quantenphysikerin, indische Feministin und Umweltschützerin
- Bjarni Tryggvason (1945–2022), Astronaut
- Simu Liu (* 1989), Schauspieler